# Arroyofresno (métro de Madrid)
Arroyofresno est une station de la ligne 7 du métro de Madrid, en Espagne. Elle est établie sous une place à l'intersection des rues María de Maeztu et Federica Montseny, dans le quartier de Mirasierra, de l'arrondissement de Fuencarral-El Pardo.

## Situation sur le réseau
La station se situe entre Pitis, terminus de la ligne au nord et Lacoma au sud-est, en direction de Hospital del Henares. Elle comprend deux voies et deux quais latéraux.

## Histoire
Construite en même temps que le prolongement de la ligne 7 jusqu'à Pitis mis en service en 1999, Arroyofresno bien qu'achevée demeure une station fantôme pendant vingt ans en raison de l'absence de constructions tout autour. Elle est finalement ouverte aux voyageurs le 23 mars 2019. 

## Services aux voyageurs

### Accès et accueil
L'accès à la station s'effectue par un édicule vitré de forme rectangulaire équipé d'escaliers et d'escaliers mécaniques, auquel s'ajoute un accès direct par ascenseur depuis l'extérieur.
Les murs à l'intérieur de la station sont ornés de nombreuses images des paysages, de la faune, de la flore et du patrimoine culturel de la sierra de Guadarrama.